# Projekt Herz EP
Projekt Herz EP — первый мини-альбом немецкой дэткор-группы We Butter the Bread with Butter, выпущенный 19 декабря 2012 года самостоятельно. Это также первый альбом с участием нового вокалиста Paul Bartzsch.

## Об альбоме
13 ноября 2012 года группа опубликовала новую песню «USA», которая должна войти в новый альбом, выход которого намечен на декабрь того же года. 18 ноября на своей страничке в Facebook группа представила обложку альбома.
Альбом занял десятое место на US Album Charts.

## Список композиций
| №                   | Название             | Длительность |
| ------------------- | -------------------- | ------------ |
| 1.                  | «Herz Intro (Intro)» | 1:27         |
| 2.                  | «1000 Volt»          | 3:15         |
| 3.                  | «Mayday Mayday»      | 3:22         |
| 4.                  | «USA»                | 3:45         |
| 5.                  | «Western Beta»       | 5:30         |
| 6.                  | «Euphorie»           | 3:17         |
| 7.                  | «Soldat»             | 3:18         |
| 8.                  | «Supernova (Outro)»  | 2:36         |
| Общая длительность: | Общая длительность:  | 26:28        |

## Чарты
| Чарт (2013)     | Позиция |
| --------------- | ------- |
| US Radio Charts | 10      |

## Участники записи
We Butter the Bread with Butter
- Marcel «Marci» Neumann — гитара, программирование
- Maximilian Pauly Saux — бас-гитара
- Can Özgünsür — ударные, программирование
- Paul «Борщ» Bartzsch — вокал